# 빅 브라더 앤드 더 홀딩 컴퍼니
빅 브라더 앤드 더 홀딩 컴퍼니(Big Brother and the Holding Company)는 1965년 미국 샌프란시스코에서 결성된 록 밴드이다. 1968년 발매된 정규 2집 앨범 Cheap Thrills는 빌보드 차트 1위 앨범이며, 샌프란시스코 사이키델릭 명반 중 하나로 인정 받고 있다. 롤링 스톤지 선정 "역사상 가장 위대한 앨범 500선"에서 338위를 기록하기도 했다.

## 음반 목록
- Big Brother & the Holding Company (1967)
- Cheap Thrills (1968)
- Be a Brother (1970)
- How Hard It Is (1971)
- Can't Go Home Again (1997)
- Do What You Love (1999)